# Karen Koning AbuZayd
Pour les articles homonymes, voir Koning.
Karen Koning AbuZayd, née le 21 août 1941, est une diplomate des États-Unis qui fut commissaire générale de l'Office de secours et de travaux des Nations unies pour les réfugiés de Palestine dans le Proche-Orient (UNRWA) de 2005 à 2010.

## Carrière
Elle a travaillé comme chef de mission pour le HCR à Sarajevo pendant la guerre de Bosnie. Avant de rejoindre les Nations unies, Mme AbuZayd a donné des conférences en Science politique et en Études islamiques. Elle est mariée et est mère de deux enfants. Elle est diplômée de la DePauw University (Indiana, États-Unis) en 1963 et est une ancienne élève de l'association Kappa Alpha Theta.

## Commissaire générale de l'UNRWA
Adjointe de Peter Hansen, elle lui succède à titre intérimaire à la tête de l'UNRWA le 31 mars 2005 puis est nommée à ce poste par Kofi Annan, alors secrétaire général de l'ONU le 28 juin suivant. En janvier 2010, elle est remplacée par l'Italien Filippo Grandi qui était son adjoint depuis octobre 2005.